# Anchiphyllia olivacea
Anchiphyllia olivacea là một loài bướm đêm trong họ Geometridae.